# Hitchcockella baronii
Hitchcockella baronii és una espècie de bambú de la subfamília de les bambusòidies i la família de les poàcies, l'única del gènere Hitchcockella.